# دومینیک پاندور
دومینیک پاندور (انگلیسی: Dominique Pandor؛ زادهٔ ۱۵ مهٔ ۱۹۹۳) بازیکن فوتبال اهل فرانسه است.
از باشگاه‌هایی که در آن بازی کرده‌است می‌توان به باشگاه فوتبال استاد برستوا ۲۹ و آ.اس موناکو اشاره کرد.
وی همچنین در تیم‌های ملی فوتبال زیر ۱۸ سال فرانسه و مارتینیک بازی کرده‌است.